# Cadillac Cimarron
O Cimarron é um automóvel sedan de porte médio da Cadillac.
É o mesmo projeto utilizado pelo Opel Ascona e Chevrolet Monza.